# Alberto Lepidi
Alberto Lepidi, al secolo Alfonso Maria Lepidi Chioti (Popoli, 20 febbraio 1838 – Città del Vaticano, 31 luglio 1925), è stato un religioso, teologo e filosofo italiano.

## Biografia
Alfonso Maria Lepidi nacque all'interno di una nobile famiglia il 20 febbraio 1838 a Popoli da Francesco Maria Lepidi e dalla baronessa Luisa Chioti; era, tra gli altri, fratello di Giulio Lepidi Chioti. Ricevette la formazione primaria in campo umanistico dai Padri Gesuiti e a 17 anni, il 21 ottobre 1855, entrò nell'Ordine domenicano, cambiando il proprio nome in Alberto. Stette inizialmente nel convento di Santa Sabina a Roma, ma già a 18 anni fu trasferito al convento di Santa Maria della Quercia a Viterbo, dove si dedicò allo studio della filosofia e della teologia, laureandosi precocemente a soli 22 anni.
Dal 1862 al 1868 fu professore di filosofia nel collegio di Lovanio, in Belgio, venendo poi trasferito in Francia come reggente degli studi nel convento di Flavigny-sur-Ozerain; fu in seguito richiamato a Lovanio come reggente del collegio, acquisendo fama nei campi della filosofia e della teologia a livello mondiale all'interno del proprio ordine. Nel 1885 fu richiamato a Roma da José Maria Larroca, maestro generale dell'Ordine, come reggente del collegio pontificio di San Tommaso alla Minerva, dove continuò l'attività di insegnamento. Sotto la sua direzione il collegio conobbe un periodo di forte espansione numerica ed edilizia e venne aggiunta la facoltà di diritto canonico.
Nel 1897, a seguito della fama acquisita come teologo e canonista, fu nominato Maestro del sacro palazzo apostolico da papa Leone XIII, continuando a ricoprire tale ruolo anche sotto i suoi successori Pio X, Benedetto XV e Pio XI fino alla morte, avvenuta in Vaticano il 31 luglio 1925. I suoi funerali furono celebrati il 3 agosto nella basilica di Santa Maria sopra Minerva e la salma fu sepolta nel cimitero del Verano, nella cripta dei Padri Predicatori dell'Ordine domenicani.

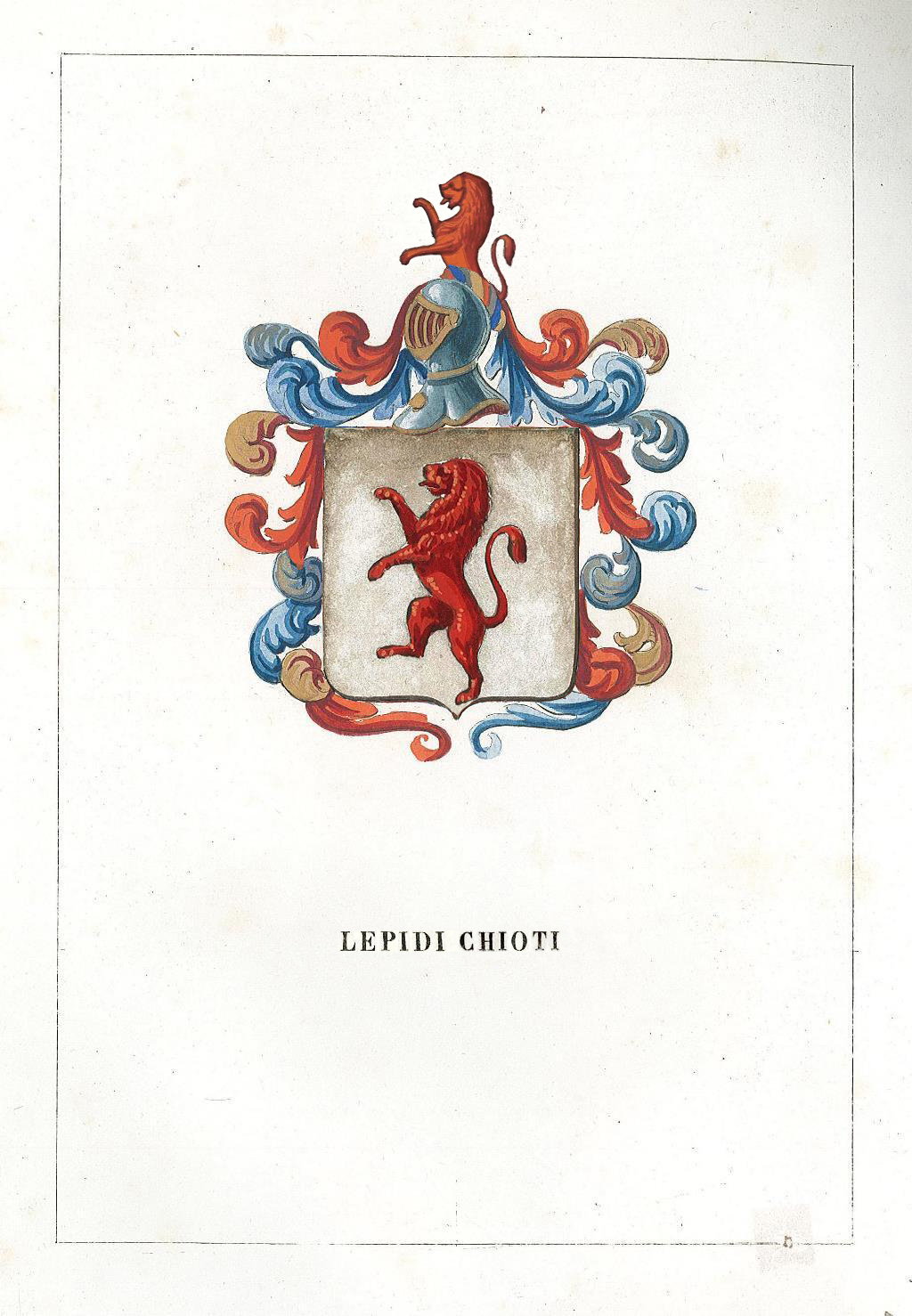
stemma casato Lepidi Chioti

Padre Alberto Lepidi è considerato protagonista di un movimento rinnovatore della filosofia cristiana iniziato nella prima metà del XIX secolo e si adoperò con grande impegno in Italia e in Europa per riprendere lo studio e il pensiero di San Tommaso d'Aquino nel contesto del neotomismo.

## Opere

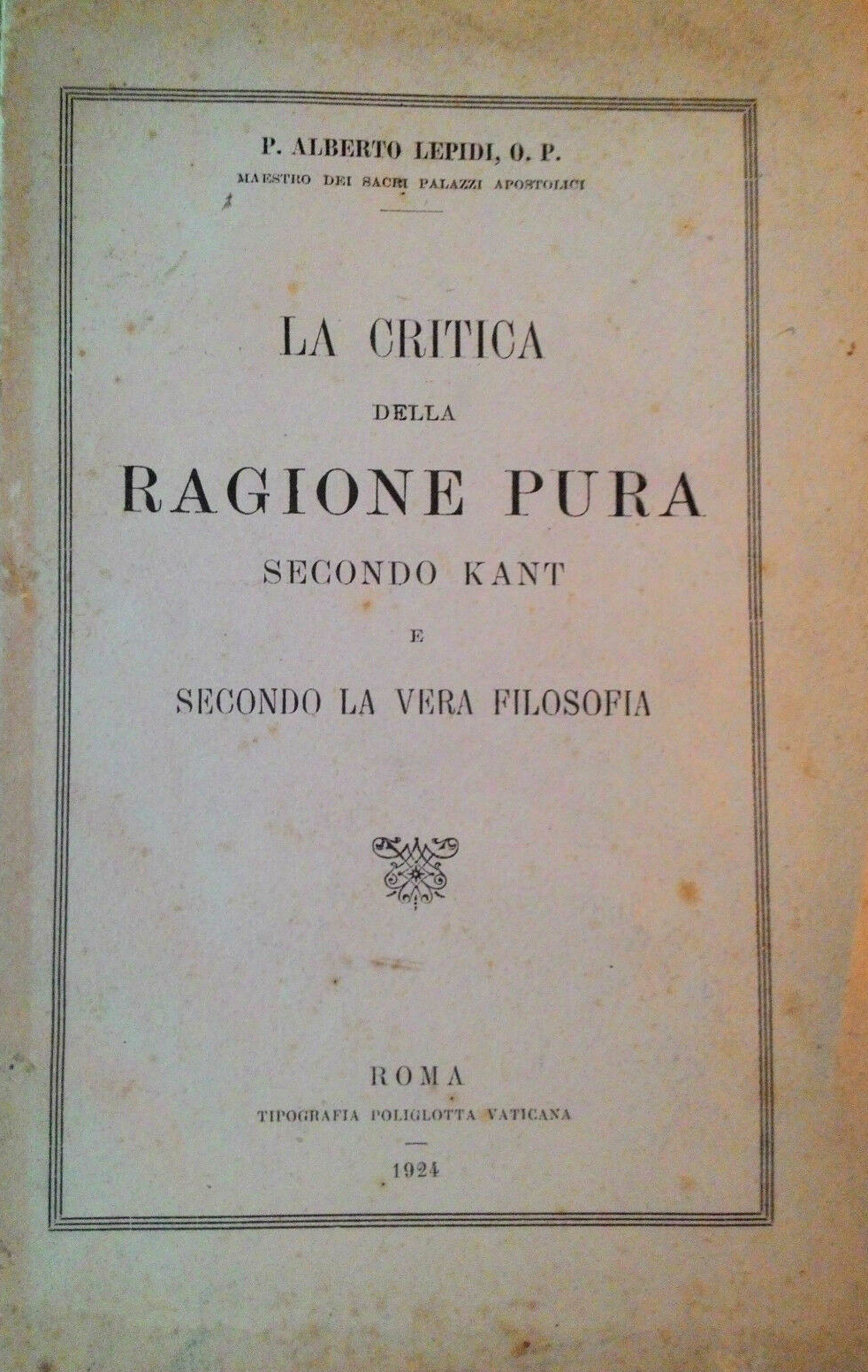
Copertina della Critica della ragione pura secondo Kant e secondo la vera filosofia (1924)

- (LA) Examen philosophico-theologicum de ontologismo di Alberto Lepidi, 1874.
- (LA) Elementa philosophiae christianae, Parigi-Lovanio, Lithielleux, 1875-1879.
- (LA) De Ente generalissimo prout est aliquid psychologicum, logicum, ontologicum, 1881.
- Del potere straordinario di Dio sopra le leggi della natura.Roma, Befani 1889
- I' attività volontaria dell' uome e l'influsso causale di Dio Roma, Befuni 1890.
- Ia passione. - Roma, Befani 1892
- La Critica della ragione pura secondo Kant e secondo la vera filosofia, Roma, Tipografia Poliglotta Vaticana, 1894-1924.
- (FR) Opuscules philosophiques, 1899.
- (FR) Noël et ses beauté, 1899.
- (LA) Antropologia seu de homine, 1900.
- Il Natale e la sue bellezze. Discorso letto in Arcadia. - Roma,Scuola Tipografica Salesiana, 1898.| " Seconda Edizione, Roma Pustet, 1902,
- Esposizione dogmatica del culto al Cuore Eucaristico di Gesù, 1905-1926.

## Bibliografia

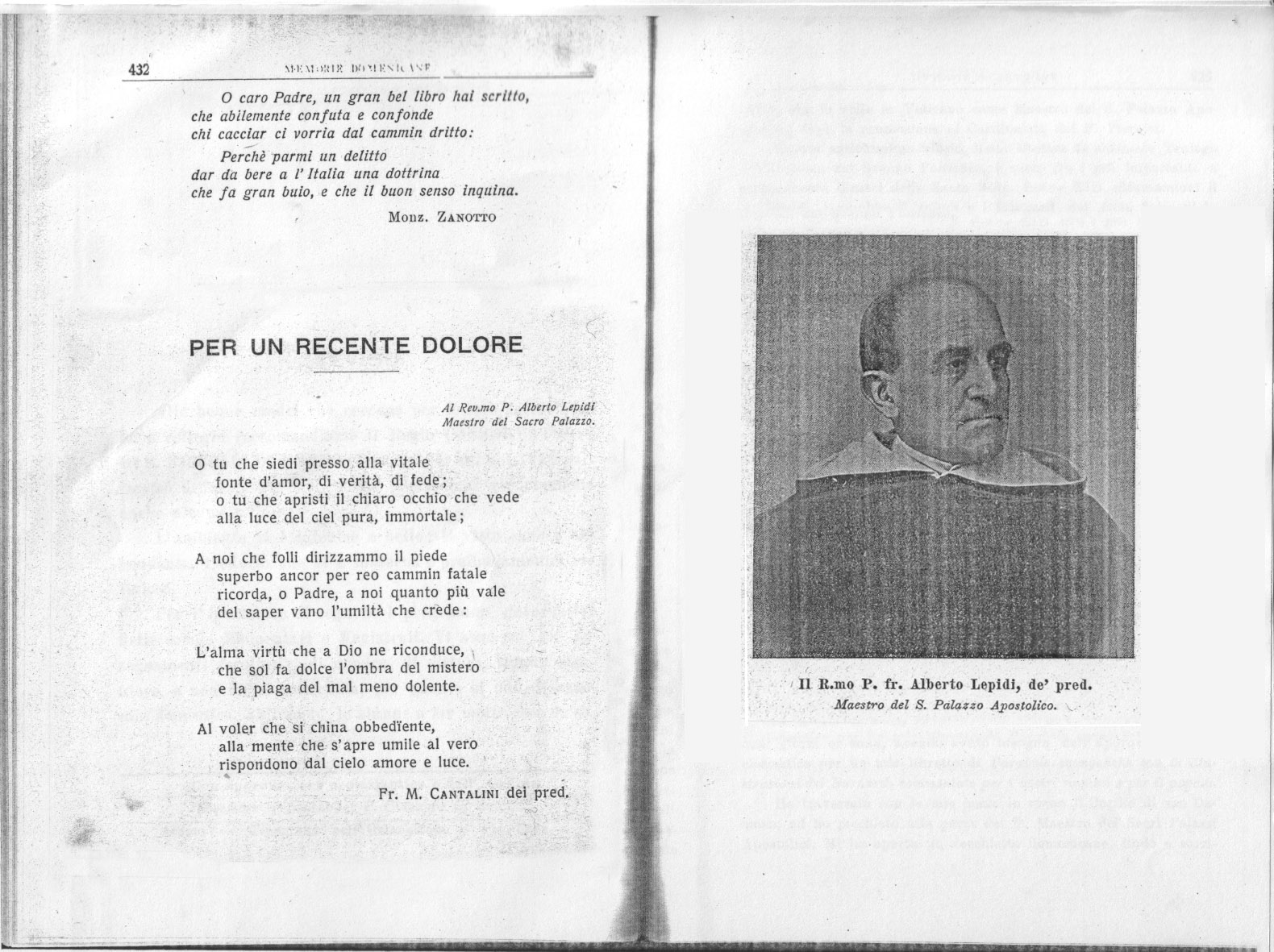
Sonetti a Padre Lepidi O.P.